# Azocomposti

Formula chimica di un azocomposto. Il gruppo funzionale azo è in blu; R, R' possono essere H o un radicale organico.

Gli azocomposti sono composti che presentano formula di struttura R-N=N-R', in cui R e R' possono essere alternativamente un arile o un alchile.
Il gruppo funzionale N=N è chiamato azo o azogruppo, mentre il composto da cui esso deriva, HN=NH, è denominato diazene. I derivati più stabili contengono due gruppi arilici. Nell'immagine accanto viene mostrato l'isomero trans dei tre possibili con cui può presentarsi.

## Coloranti e pigmenti
Come conseguenza della delocalizzazione, gli azocomposti arilici hanno colori vividi, specialmente rossi, arancioni e gialli. Pertanto, sono usati come coloranti noti col nome coloranti azoici, come ad esempio il Disperse Orange 1. Alcuni composti azotati come il metilarancio, sono usati come indicatori acido-base a causa del colore differente formato dai loro acidi o sali. Lo sviluppo di coloranti azotati è un passo importante nello sviluppo dell'industria chimica.
I pigmenti azotati sono particelle prive di colore (tipicamente terre o argille), che sono state colorate mediante azocomposti. Gli azopigmenti sono importanti in una gran varietà di pitture, incluse quelle artistiche. Posseggono infatti eccellenti proprietà di colore, specialmente nella fascia del giallo e del rosso, come per esempio la resistenza all'esposizione alla luce, la quale non dipende solamente dalle proprietà dell'organico azocomposto, ma anche dal modo in cui sono stati assorbiti dal pigmento. Un ulteriore vantaggio degli azopigmenti è la non tossicità.

## Chimica organica

### Azocomposti arilici

Tintura azotata gialla

Gli azocomposti arilici sono normalmente specie stabili, cristalline. L'azobenzene è il prototipo di azocomposto aromatico. Esiste principalmente come trans-isomero, ma in seguito a fotolisi, si converte in cis-isomero. Gli azocomposti aromatici possono essere sintetizzati mediante accoppiamento diazoico, che comporta una sostituzione elettrofila in cui un catione diazoarilico si aggancia ad un altro anello arilico, specialmente a quello sostituito con i gruppi che rilasciano elettroni. Dal momento che i sali di diazonio sono spesso instabili a temperatura ambiente, le reazioni di accoppiamento avvengono spesso a temperature presso quella del ghiaccio. L'ossidazione delle idrazine (R-NH-NH-R') dà anche azocomposti.

### Azocomposti alchilici
Gli azocomposti alifatici (R e/o R' = alifatico) sono meno comuni dei loro corrispettivi arilici. Un esempio è il dietildiazene, EtN=NEt. A elevate temperature o sottoposti a irradiazione, i legami carbonio-azoto (C-N) in alcuni azocomposti alchilici si rompono con perdita di azoto gassoso generando radicali liberi. A causa di questo processo, alcuni azocomposti alifatici sono utilizzati come iniziatori radicalici. Un esempio è costituito dall'azobisisobutilonitrile (AIBN) che è largamente utilizzato come iniziatore della polimerizzazione. A causa della loro instabilità, specialmente per quelli alifatici, occorre prestare attenzione mentre si maneggiano gli azocomposti per la possibilità di esplosione.